# Richard Hughes (schrijver)
Richard Arthur Warren Hughes (Weybridge, 19 april 1900 – Farlech, Gwynedd, 28 april 1976) was een Engels schrijver en dichter.

## Leven en werk
Richard Hughes studeerde in Oxford, waar hij bevriend raakte met Robert Graves, Aldous Huxley en T. E. Lawrence. Hij diende tijdens de Eerste Wereldoorlog in het leger, waarna hij een lange wereldreis maakte door Europa, de Verenigde Staten, Canada, West-Indië en het Midden-Oosten.
Hughes ging begin jaren twintig werken als journalist en debuteerde in 1922 als literator met de dichtbundel Gypsy Nights. Zijn hoorspel A Comedy of Danger uit 1924, over een groep mensen, die vastzitten in een kolenmijn in Wales, geldt als het eerste in Europa. De bekendste roman van Hughes is A High Wind in Jamaica (1929), ook wel gepubliceerd onder de titel The Innocent Voyage, waarin hij de psyche van het kind beschouwt als een aparte levenssfeer. Een groep kinderen valt in handen van piraten, maar de ‘onschuldige’ kinderen blijken ruwer, amoreler en gewetenlozer dan de piraten zelf. A High Wind in Jamaica werd in 1999 opgenomen in Modern Library’s lijst van 100 beste Engelstalige romans uit de twintigste eeuw.
Na de Tweede Wereldoorlog begon Hughes aan een breed opgezette romancyclus, The Human Predicate, die als achtergrond het politieke gebeuren in Europa tussen de twee wereldoorlogen moest hebben, maar hij bleef steken bij de eerste twee delen: The Fox in the Attic (1961) en The Wooden Shepherdess (1973).
Hughes bouwde ook een naam op als schrijver van populaire jeugdboeken.
Hij werd onderscheiden met de OBE (Order of the British Empire).